# Kyra Condie
Kyra Condie (* 5. Juni 1996 in Shoreview) ist eine amerikanische Sportkletterin.

## Kindheit und Ausbildung
Condie begann das Klettern mit 10 Jahren und qualifizierte sich für die nationalen Meisterschaften erstmals mit 11 Jahren. Kurz darauf wurde bei Condie eine Skoliose diagnostiziert und es wurde ihr vom Klettern abgeraten. Im Jahr 2010 entschied sie sich im Alter von 13 Jahren ihre Skoliose zu operieren, wobei zehn Wirbel fixiert wurden. Wegen der versteiften Wirbelsäule ist sie heute stark in der Bewegung eingeschränkt und muss sich vermehrt auf ihre Kraft verlassen.
In 2012 bis 2014 konnte sie die nationalen Meisterschaften ihrer Altersklasse im Bouldern für sich entscheiden.

## Karriere
Im November 2018 gewann sie die Kombinationswertung bei den Pan-Amerikanischen Meisterschaften. Durch den Finaleinzug bei den Olympischen Qualifikationswettkämpfen in Toulouse konnte sie sich für die Olympischen Sommerspiele 2020 in Tokio qualifizieren. Dort erreichte sie in der Qualifikation den elften Platz und verpasste so die Qualifikation für das Finale.